# فلادو زادرو
فلادو زادرو مواليد 17 مارس 1987 في موستار، جمهورية البوسنة والهرسك الاشتراكية، جمهورية يوغوسلافيا الاشتراكية الاتحادية، هو لاعب كرة قدم بوسني. يلعب كلاعب وسط.

## المسيرة الاحترافية

### أندية لعب لها
- زرينيسكي موستار
- نادي زغرب
- نادي ساراييفو
- نادي شيروكي برييغ